# 河川哨戒艇

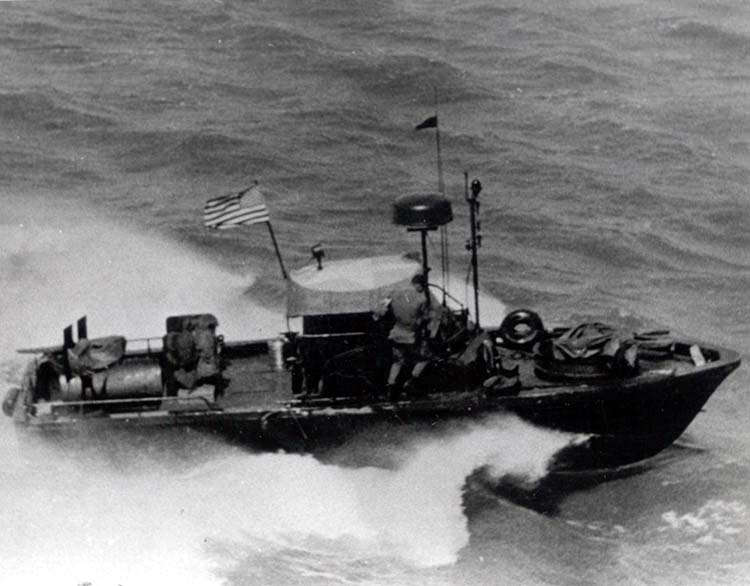
ベトナム戦争におけるアメリカ軍の河川哨戒艇

河川哨戒艇（かせんしょうかいてい）は、河川の警備を目的とした軍艦の一種。

## 概要
アメリカ海軍では"Patrol Boat, River"と言い、その頭文字を取ってPBRとも呼ばれる。PBRという表記はアメリカ海軍独自のものであるが、船舶が航行可能である河川や湖沼・国際運河を持つ国にも同様の舟艇が存在しており、これらも一括してPBRと呼ばれる。
河川砲艦同様、武装や排水量に差があるものの、現在では治安維持（一般的な河川や湖水の哨戒）や捜索救難を主目的とした軽武装もしくは非武装の小艇が多く、（とくに警察の場合は）プレジャーボートとほぼ同一の物もある。古くは軍艦の装載艇が武装・改造を施されて転用される事もあった。任務の性質上、陸軍（スイス軍やハンガリー陸軍、運河など内水警備任務があるオランダ陸軍やクロアチア陸軍など）や国家憲兵・警察・国境警備隊などが運用している国もある。重装備の物は河川砲艇として区別される事もある。特殊作戦や密漁・密輸など犯罪取締りに対応するため、高速航行が可能な河川哨戒艇も存在する。
アメリカ海軍のPBRは、メコン川やアマゾン川など大河における運用を想定し、艦底は喫水の浅い平底で、ウォータージェット推進を搭載している。また、南ベトナム海軍やラオス王国海軍（現・ラオス陸軍河川部隊）、タイ王国海軍にも大量に供与されていた。アメリカ陸軍も、海軍や沿岸警備隊の河川哨戒任務を一部引き継いだ第18憲兵旅団第458輸送中隊（参考リンク）において哨戒任務に運用していた。
元来は民間用のプレジャーボートであり、これを軍用に改造したものである。居住設備はなく、乗組員は戦車揚陸艦や水上機母艦を改装した母艦で支援される。
ベトナム戦争中の1966年-1970年の間、メコン川でアメリカ海軍がベトコンゲリラを掃討するためPBRを大量に派遣し、ナパーム弾や重機関銃を搭載してUH-1 ヘリコプターなどと共同で流域のゲリラの討伐を行った。アメリカ海軍は、南ベトナムにおける河川部隊を、一般的な哨戒・臨検を任務とする河川哨戒部隊と、メコン川沿岸のベトコン拠点への対地攻撃や地上部隊への支援を任務とする河川機動部隊に分けていた。PBRは火力・装甲ともに脆弱であるため、多くが河川哨戒部隊に配属され、少数が偵察用などとして河川機動部隊に配属された。河川哨戒部隊には、PBRの他にホバークラフトなども配備されている。本格的な掃討は、河川機動部隊に所属する揚陸艇を改造した砲艇やアルファ・ボートと呼ばれる強襲支援哨戒艇や航空機が当たった。これら河川における作戦には航空機による護衛が必須であったが、哨戒艇自体の火力・装甲・機動性にも限界があった。地上から反撃を加えるベトコン側の方が常に有利であり、河川機動部隊は大きな損害を出している。カンボジア作戦においては、河川哨戒部隊および河川機動部隊がメコン川河岸の制圧に貢献した。南ベトナムに大量に供与されたPBRやスウィフトボートは統一後にベトナム人民軍に接収され、カンボジア作戦同様にベトナム・カンボジア戦争で利用されている。
このとき派遣された艇隊は、ミシシッピ川で訓練を受け、「ブラウンウォーター・ネイビー（茶色い水の海軍）」と呼ばれた。また、アメリカ海軍の特殊部隊Navy SEALsも、特殊作戦でPBRを使用した。合計で250隻ほどのPBRが派遣され、終戦後も1995年までカリフォルニア州で海軍予備役の訓練などに使用されていた。

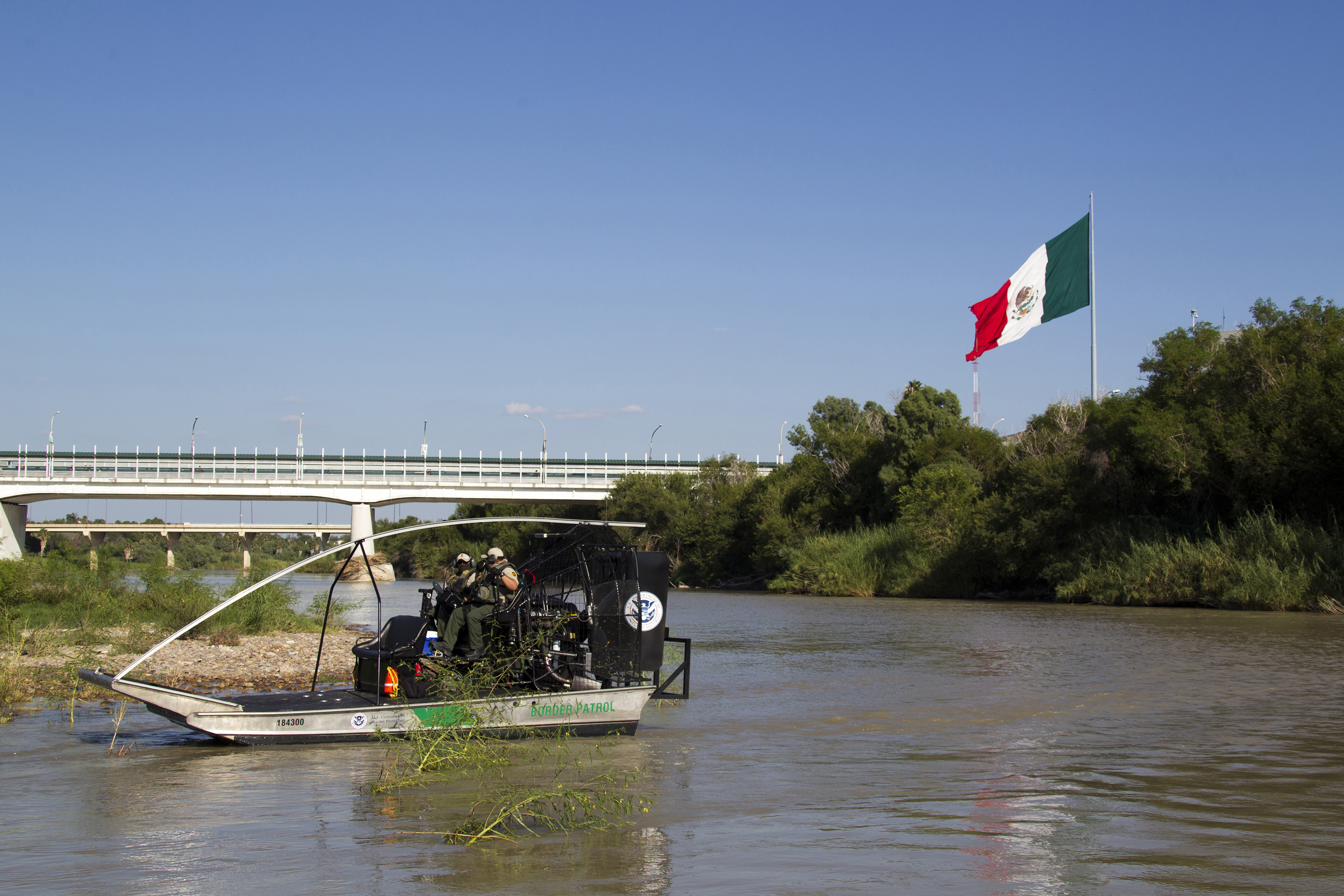
アメリカとメキシコ国境にあるリオ・グランデ川におけるアメリカ合衆国税関・国境警備局によるエアボートでのパトロール活動。

ベトナム戦争中-戦争後にかけて、ブラジル・タイ・ミャンマー（ビルマ）・イスラエルなど同盟国にも多くが供与されたが、老朽化・陳腐化などから退役しているものが多い。しかし、コロンビアなどベトナムに類似している環境にある国では現在でも使用されている。イスラエルのそれは死海に配備され、対岸のヨルダンから侵入してくるパレスチナゲリラに対応していた。
国際河川であるメコン川やアマゾン川においては、2021年現在でも海賊行為や密輸、密漁、密入国などが発生しており（関連項目参照）、これらの取り締まりに不可欠な存在となっている。また、実際の河川上の交通整理にも出動している。

## 各国における河川哨戒艇
バングラデシュ
- 沿岸警備隊
  - パブナ型（英語版）
  - Noakhali型（英語版）

 ベルギー
- 海洋構成部隊
  - リベラシオン

 コロンビア
- 海軍

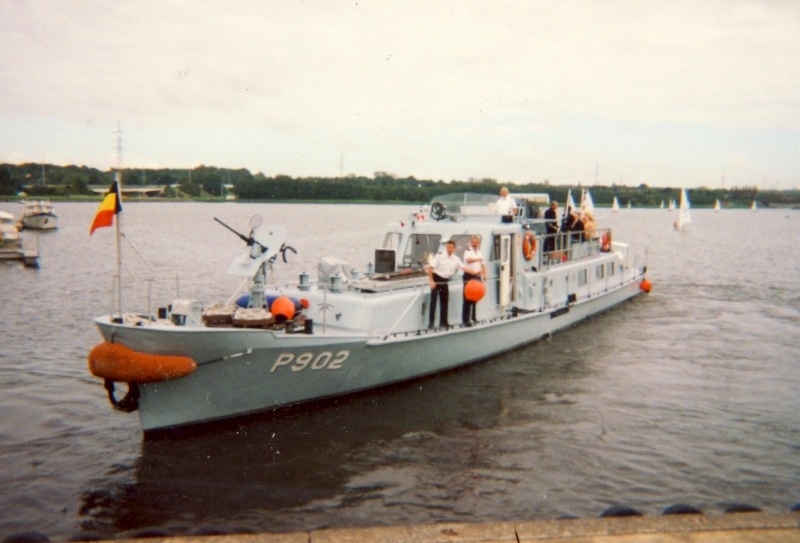
ベルギー海軍のリベラシオン級

  - LPR-40型[1] - ブラジル海軍も運用[2]。

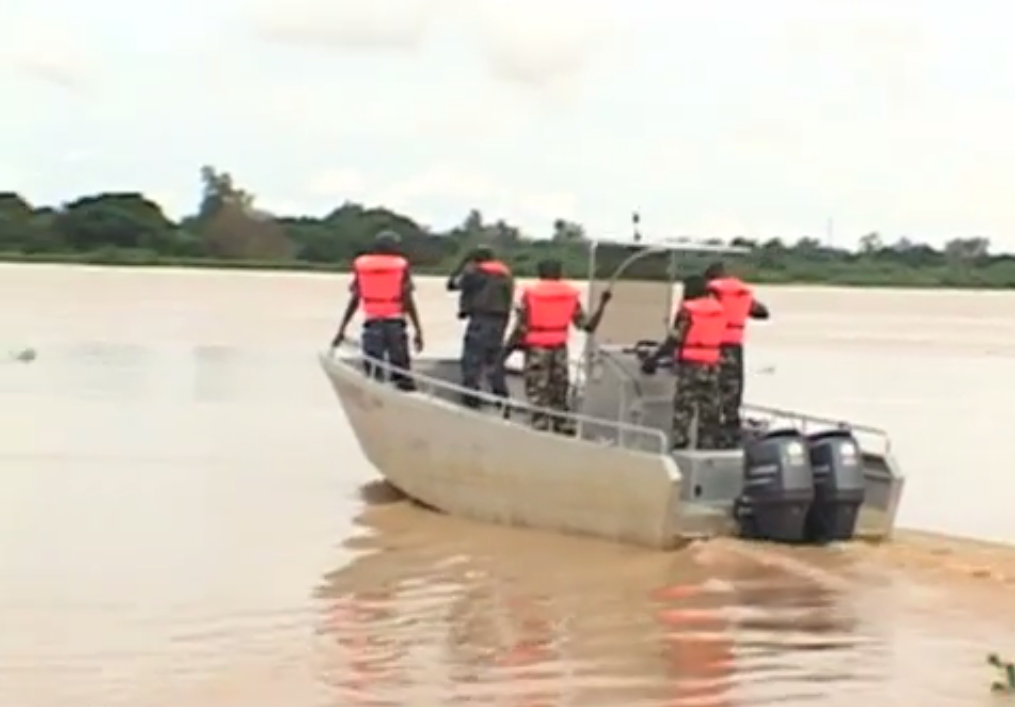
ニジェール川で訓練中のニジェール国家警備隊河川部隊（2013年）

 ハンガリー
- 陸軍第1水中処分河川小艇隊大隊
  - ネスチン級（英語版） - 旧ユーゴスラビア製の河川用掃海艇。哨戒任務にも使用される。

 ニジェール
- 河川部隊 - ボコ・ハラムの跋扈などから2008年にニジェール川の治安維持を目的として創設。

 日本
- 陸軍
  - 装甲艇
- 海軍日本海軍の小鷹
  - 小鷹 - 厳密には雑役船。
  - 小桜
  - 25t型内火艇（砲艇型）
  - 15m型内火艇（砲艇型）

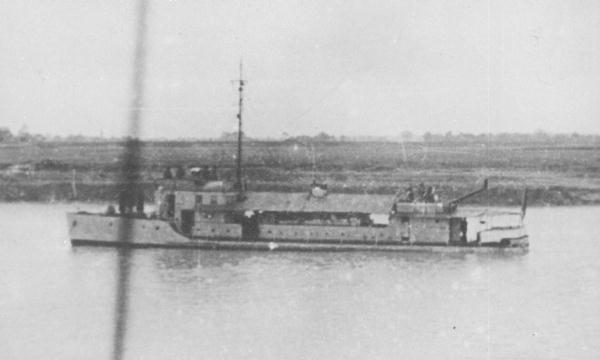
日本海軍の小鷹

  - 滑走艇 - 元来、熊野川で観光用に使用されていたプロペラボートを、日中戦争において徴用した物。主として揚子江での掃海に使用。
- 海上自衛隊
  - 19号型哨戒艇 - 退役済。河川での運用も可能。

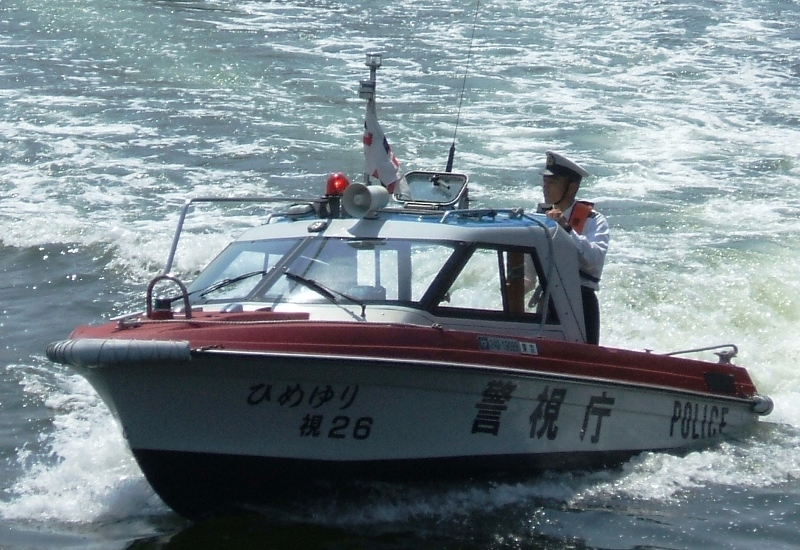
警視庁所属の8m型警備艇「ひめゆり」

- 警視庁
  - 8m型警備艇 - 東京湾岸警察署所属。

 北マケドニア共和国
- マケドニア警察湖水部隊（英語版）

 マラウイ
- 水上部隊
  - ナマキュラ型（英語版） - 南アフリカ製の同名の港湾哨戒艇を転用。

 パラグアイ
- 海軍
  - カピタン・オルティーズ（Capitan Ortiz） - 台湾海軍の海鴎型ミサイル艇を転用。パラグアイに輸出される際に雄風I艦対艦ミサイルおよびランチャーは撤去されている。

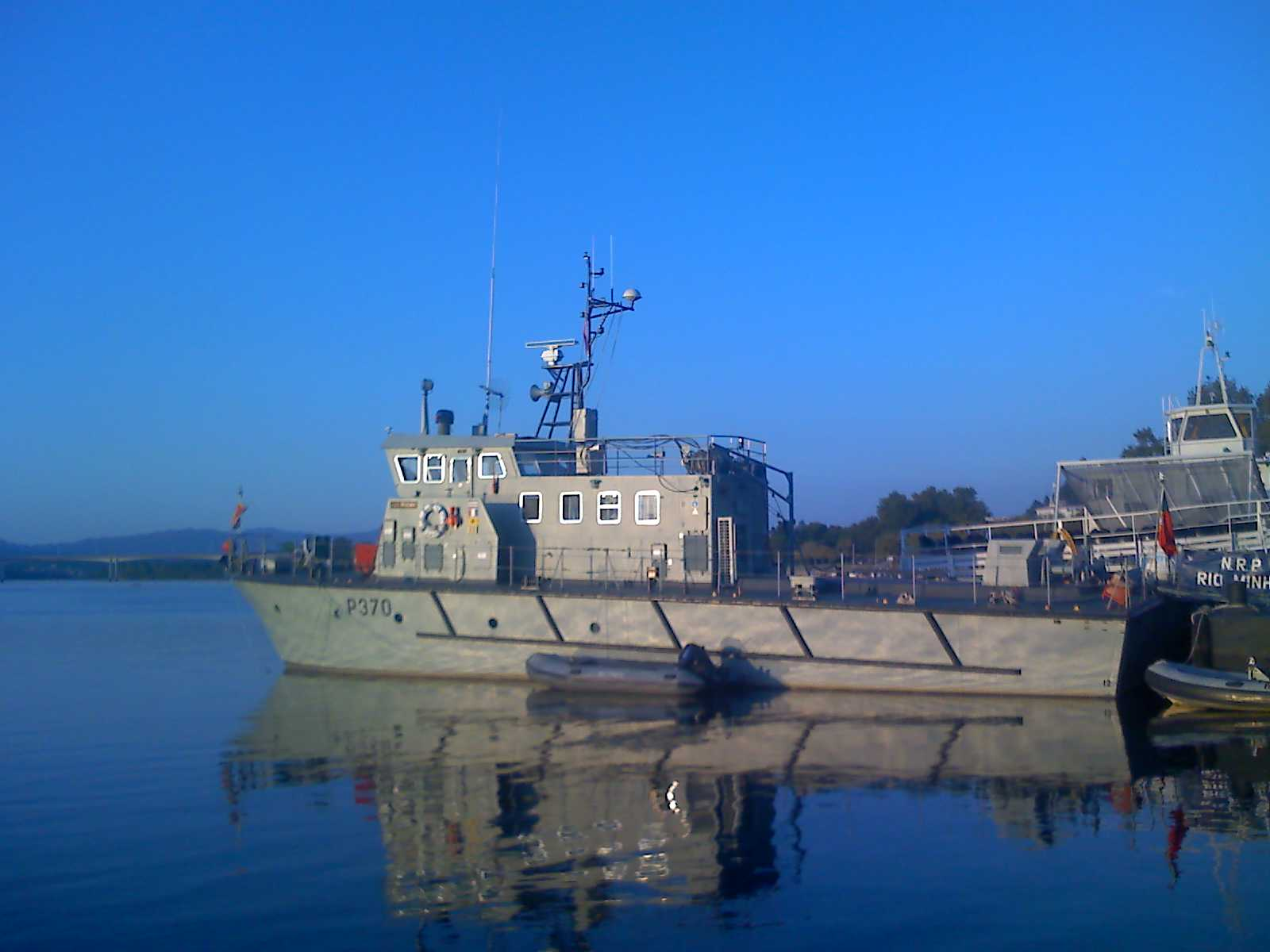
ポルトガル海軍のリオ・ミーニョ型。艦名の通りスペインとの国境線を有するミーニョ川の警備にあたっている。

 ポルトガル
- 海軍
  - リオ・ミーニョ（英語版）

 ロシア
- 国境軍
  - 1204号計画「シュメール」型 - カンボジア海軍、ウクライナ、ウズベキスタン、アブハジアにも輸出。

 ルワンダ
- ルワンダ陸軍海兵部隊
  - ファビオ・ブッツィ36 - イタリア製の民用パワーボートを武装した物。同型艇がイラン革命防衛隊海上部隊にも導入されている。

 セルビア
- 陸軍河川艦隊
  - Type 20 Biscaya class

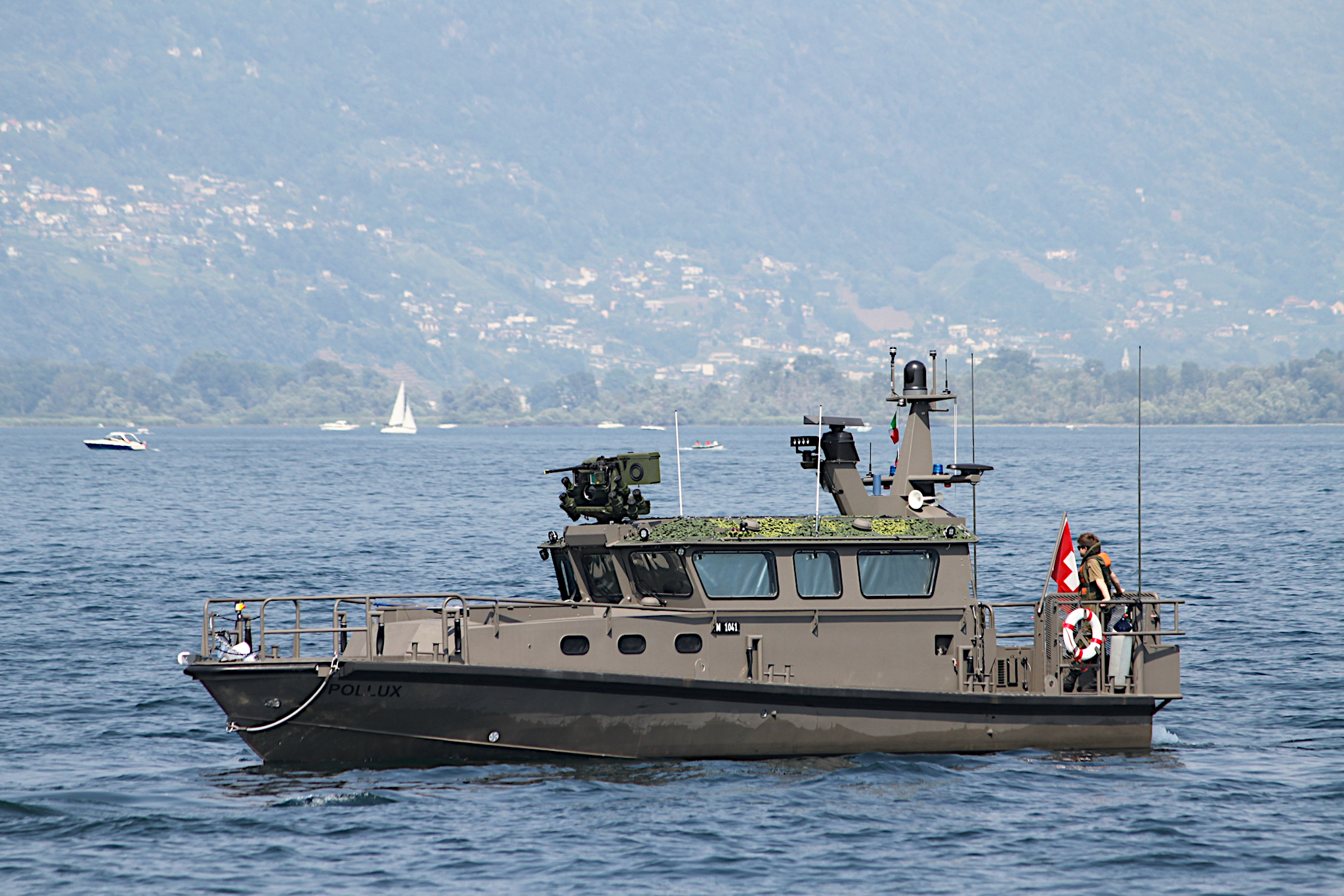
16号型。

 スイス　
- 陸軍水上部隊
  - 41号型 - 退役済。
  - 80号型（通称：アクエリアス型
  - 16号型

 ウクライナ
- 海軍河川艦隊（ウクライナ語版）
  - 58155号型河川砲艇（通称：ギュルザ-M型） - ステルス性を備えている。

 アメリカ合衆国
- 海軍
  - PBR Mk2 - 退役済。

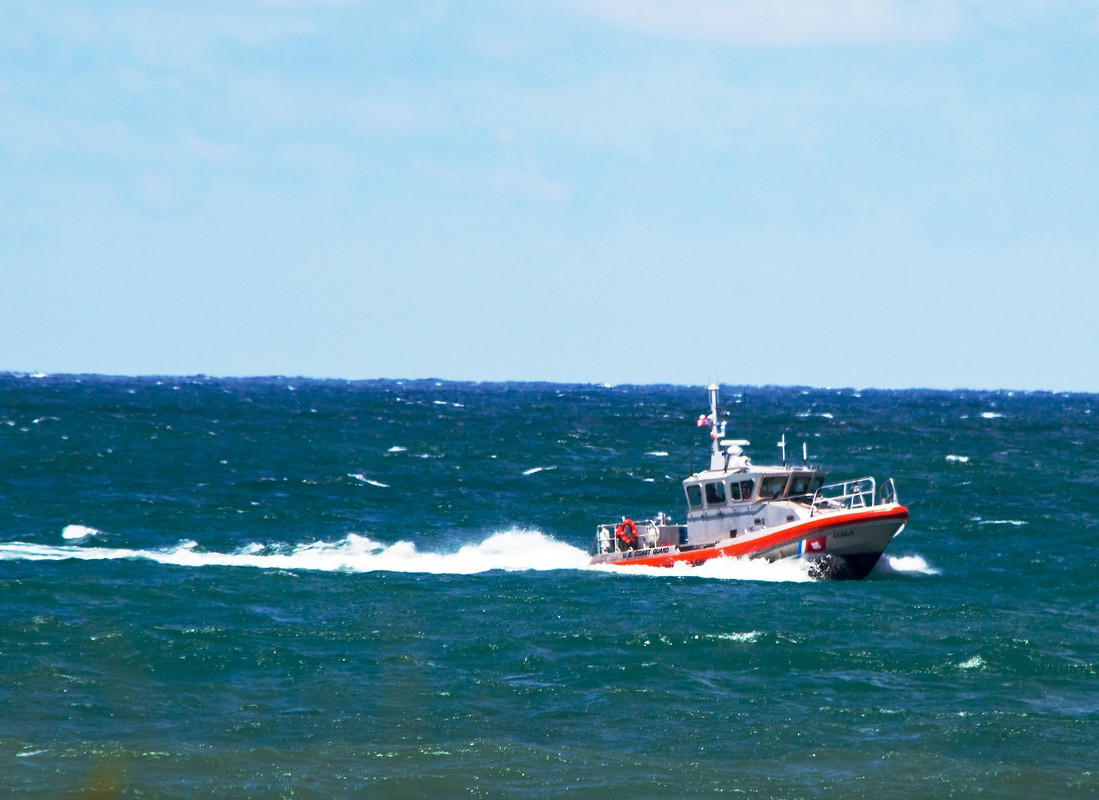
ミシガン湖で巡視中のResponse Boat – Medium。

  - PCF（通称：スウィフト・ボート） - 退役済。
  - ベルSK-5　- 哨戒用ホバークラフト。退役済。
  - 小型河川舟艇（SURC）
  - 河川作戦艇（RCB） - スウェーデン製の強襲艇をアレンジした物。
  - 河川特殊作戦舟艇 (SOC-R)
- 陸軍
  - ハリケーンエアキャット - 退役済。河川や湖沼での特殊作戦用のエアボート。
- 沿岸警備隊
  - Response Boat – Medium - 沿岸や港湾でも使用される多目的艇。

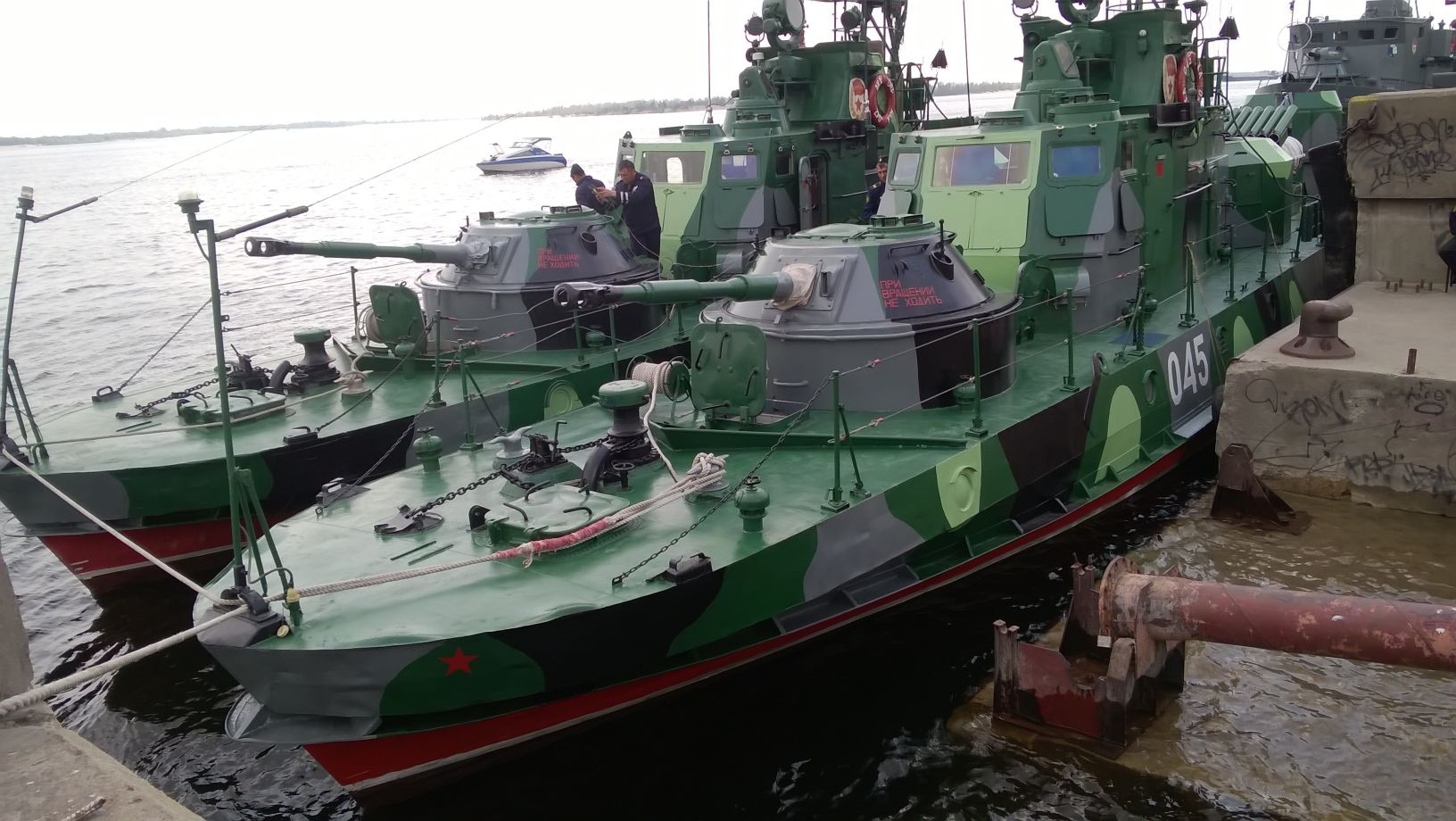
ウズベキスタン河川軍団のシュメール型

 ウズベキスタン
- 国境警備隊河川軍団
  - 1204号計画「シュメール」型

## 登場作品

### 映画
『地獄の黙示録』
- アメリカ海軍所属のPBR Mk.2が登場し、主人公であるウィラード大尉が目的地に向かうために乗船する。武装として艇首に連装のM2重機関銃と艇尾に単装で防盾付きのM2重機関銃、その前方に単装のM60機関銃が搭載されており、河川の遡上シーンで度々使用される。

『ホット・ショット2』
- 主人公であるチャーリー・シーンがPBRに搭乗してユーフラテス川を遡上する。

『ランボー/最後の戦場』
- ランボー達と交戦するミャンマー軍の火力支援に出動。機銃掃射および火炎放射器による攻撃を加えるが、ランボー達の反撃で大破する。

『レッド・ウォーター/サメ地獄』
- サメ（オオメジロザメ）捕獲ブームに沸くルイジアナ州の河川において地元警察がパトロールに使用。河川を遡上する主人公達のモーターボートを制止する。

### テレビ番組
『The Grand Tour』
- シーズン4 エピソード1でジェレミー・クラークソンがPBR Mk.2のレプリカを操船。カンボジアのシェムリアップからメコン川を下りベトナムのブンタウを目指す。

### ゲーム
『Wargame Red Dragon』
- 北大西洋条約機構（NATO）陣営で使用可能な艦船としてHS.820とM49榴弾砲を搭載した「MONITOR 105」、ボフォース L/60とM10-8火炎放射器を搭載した「MONITOR ZIPPO」が登場する。

『コール オブ デューティ ブラックオプス』
- 主人公、メイソンらSOGやアメリカ海兵隊の河川移動手段として登場する。武装として、艇首に2丁のM2重機関銃と操縦席に1丁のM60機関銃を備えている。

『バトルフィールド ベトナム』（BFV、バトルフィールドシリーズ）
- アメリカ陣営の河川移動手段として登場する。武装として、艇首に2丁のM2重機関銃と艇尾に1丁のM60機関銃を備えている。

『バトルフィールド2 モダンコンバット』（BF2MC、バトルフィールドシリーズ）
- MEC（中東連合）とCHINA（中国人民解放軍）の水上兵器として登場する。

『トゥームレイダー』
- 主人公、ララ・クロフトら探検隊の一行が漂着した孤島の海岸で発見し、島からの脱出手段として使用する。作中では魚雷艇と呼ばれている。

### 小説
『あ・じゃ・ぱん』
- 東西に分断された日本において、国境線が存在する芦ノ湖の警備任務に従事。